# Сенновский сельский совет (Краснопольский район)
Сенновский сельский совет (укр. Сіннівська сільська рада) — входит в состав
Краснопольского района
Сумской области
Украины.
Административный центр сельского совета находится в 
с. Сенное
.

## Населённые пункты совета
- с. Сенное
- с. Бариловка
- с. Гнилица
- с. Груновка